# Museum Witt

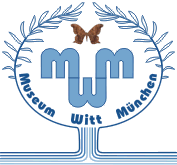
Museum Witt

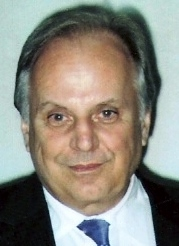
Thomas J. Witt

El Museo Witt Múnich (MWM) es una colección de polillas situada a Múnich, Alemania. La colección es la más grande en el mundo. El museo se funda de Thomas Witt en 1980. Su familia son empresarios y bien conocida en l' Alemania (Witt Weiden). La colección consiste en 10 millones de especímenes por todas partes del mundo. 